# مونهايم (بافاريا)
منهايم (شوابن) (بالألمانية: Monheim, Bavaria) هي بلدة ألمانية تقع في ألمانيا في Donau-Ries.